# Ignác Ferenc Ambró
Ignác Ferenc Ambró (n. ?,?-d. 21 noiembrie 1792, Vác) a fost un scriitor și tipograf maghiar.